# Lucien Sanial
Lucien Sanial, född 12 september 1835, död 7 januari 1927 i Northport i New York, var en fransk-amerikansk nationalekonom och politisk aktivist.